# 301e régiment de missiles antiaériens
Pour les articles homonymes, voir 301e régiment.
La 301e régiment de missiles antiaériens, de son nom complet le 301e régiment de missiles antiaériens « Nikopol » (en ukrainien : 301-й зенітний ракетний полк « Нікопольський », numéro d'unité militaire A0593) est un régiment de missiles antiaériens du commandement aérien est. La tâche de l'unité est de protéger l'espace aérien des frontières sud-est de l'Ukraine.

## Création, filiation et différentes dénominations

### Époque soviétique
Le 15 octobre 1965, la 269e brigade de missiles anti-aériens (uk) (en russe : 269-я зенитная ракетная бригада, abrégé en 269 зрбр ; numéro d'unité militaire 52323) de l’armée soviétique est créée sur le territoire du district militaire de Moscou, dans la ville de Chouïa, dans l'oblast d'Ivanovo, conformément à la directive du chef d’état-major général de l’URSS. Elle est équipée de systèmes de défense aérienne 2K11 Kroug.
En 1986, après avoir changé plusieurs fois de lieu de déploiement, la brigade est transférée dans la ville de Nikopol, dans l'oblast de Dnipropetrovsk, en RSS d'Ukraine (District militaire de Kiev , 6e armée de chars de la Garde).

### de 1990  à 2014
En janvier 1992, après la dislocation de l'URSS, le personnel de la 269e brigade prête serment de loyauté au peuple ukrainien.
Entre 1992 et  2012, la 269e devient le 301e régiment de missiles antiaériens.
Le 31 décembre 2013, les batteries du 301e, et du 302e régiment de missiles antiaériens sont transférées au 138e régiment de missiles antiaériens, qui devient ainsi la 138e brigade de missiles antiaériens basée à Kharkiv.

### À  partir de 2014
En 2014, l'unité est de nouveau transférée à l'état-major du régiment de missiles antiaériens et ses batteries lui sont de nouveau affectées
Le 23 janvier 2017, par décret du président de l'Ukraine Petro Porochenko, le régiment est rattaché au commandement aérien est (uk)

## Faits d'armes
Le 3 mars 2023, vers 13 h 30, un chasseur-bombardier russe Su-34 est abattu par les canons antiaériens S-300 de l’unité au-dessus d'Ienakiieve dans l'oblast de Donetsk occupé par l’armée russe. L’un des deux membres d’équipage de l’avion est tué.

## Structure

### Ordre de bataille
- État-major du régiment ;
  - 
    -  Compagnie de protection du QG ;

  - 3011e batterie de missiles anti-aériens (S-300PS)
  - 3012e batterie de missiles anti-aériens (S-300PS)
  - 3013e batterie de missiles anti-aériens (S-300PT)
  - Compagnie de soutien matériel
  - Compagnie de réparation et d'entretien
  - Compagnie médicale
  - batterie technique

### Matériel
Le régiment est doté de systèmes de missiles sol-air S-300 PS et PT.

## Traditions

### Insignes
|                    |
| Insigne avant 2022 |

|                     |
| Insigne depuis 2024 |

### Honneurs
Le 22 août 2022, par décret présidentiel, l'unité reçoit la citation militaire Pour le Courage et la Bravoure,.
Le 5 août 2023, dans le but de restaurer les traditions historiques de l'armée nationale et compte tenu de l'exécution exemplaire des tâches assignées par le personnel, le régiment reçoit le nom honorifique de « Nikopolsky »,.

### Fête du régiment
En octobre 2015, le régiment célèbre son jubilé,.